# 角元明日香
角元 明日香（かくもと あすか、1992年4月8日 - ）は、日本の女性声優。埼玉県出身。ボイスキット所属。

## 経歴
声優を目指したきっかけは『金色のガッシュベル!!』を観たことである。中学卒業後に高等専修学校進学を本人的に考えていたが両親に一般の学校にと言われ兄と同じ学校を選んだ。学生時代元々吹奏楽をしていたが声優を目指すにあたり部活を演劇部へ変更した。
学校法人東放学園グループ、専門学校東京アナウンス学院卒業。デビュー作は2013年の『アイドルマスター ミリオンライブ!』の島原エレナ役であり、同作品で共演中の東京アナウンス学院の先輩である小笠原早紀、大関英里がいる。
2020年1月1日にTwitterアカウントを開設。同年3月にはYouTubeチャンネル「角元明日香のお喋りBAR〜とりあえずビールで〜」を開設するも、後述の事務所退所に伴い2021年1月31日に閉鎖。
デビューから長らくスペースクラフト・エージェンシー（旧スペースクラフト・エンタテインメント）に所属していたが、2020年10月末をもって退所。
2021年2月25日にアミューズグループのApollo Bayに所属することを発表した。2024年9月30日をもってApollo Bayを退所、10月1日にボイスキットに所属している。

## 人物
- 自身の性格を一言でいうと、「にこにこチキン野郎」[6]。
- 好きなものはしょっぱいものと日本酒、嫌いなものは蚊である[6]。
- 2020年に開設したTwitterアカウントでは、開設初日からスマホゲームのスクリーンショットや、日本酒の写真を投稿して個性を発揮[9]。同年に開設したYouTubeチャンネルではその酒好きな面を活かし、酒を飲みながら近況や趣味のボーイズラブジャンルについてトークする動画を投稿している[10]。
- どーもくんの顔マネを特技としている[6]。

## 出演
太字はメインキャラクター。

### テレビアニメ
2014年
- 一週間フレンズ。（芹沢舞子）
- 未確認で進行形（大野仁子）

2016年
- NEW GAME!（コスプレ店員）

2018年
- メルヘン・メドヘン（キャメロン）

2019年
- バーチャルさんはみている（大鳥こはく）
- 天華百剣 〜めいじ館へようこそ!〜（後藤藤四郎）

2020年
- アイカツオンパレード!（客）
- おじゃる丸（イモミ）

2023年
- 六道の悪女たち（竜宮メンバー2、竜宮メンバー5）
- アイドルマスター ミリオンライブ!（島原エレナ）
- ミギとダリ（女生徒A、客1）

2024年
- ささやくように恋を唄う（ライブ観客）

### Webアニメ
- 超游世界（2017年、警報音声、 幼いノイー、 おばさんA）
- アリアのカオス理論（2020年、ラシュー）

### ゲーム
2013年
- アイドルマスター ミリオンライブ!（2013年 - 2017年、島原エレナ）
- 星霜のアマゾネス（メリー）

2014年
- 天空のクラフトフリート（サルサ、シロクーナ、ルータ、陽菜）
- ヴィーナスダンジョン（モンテスマ、クフ王、オデュッセウス）
- ぷよぷよ!!クエスト（2014年 - 2018年、パノッティ、ミシェロ）
- 爆発少女（小長井たま、小長井のべる）

2015年
- 乖離性ミリオンアーサー（異界型ユニティちゃん）
- Runbow（ユニティちゃん） - 海外向けゲーム
- クイズRPG 魔法使いと黒猫のウィズ（2015年 - 2019年、その、ティレティ）
- 幻獣契約クリプトラクト（2015年 - 2022年、シシル、メディ、ナユタ、スズシロ、ブリジッタ、シャオルー、シスター 他）

2016年
- 刻のイシュタリア（カリュア、サクヤ、ニーズヘッグ、マルティエル）
- モン娘☆は〜れむ（ケイティー）
- WAR OF BRAINS（MEIYO）

2017年
- ららマジ（小田桐アミ）
- 天華百剣 -斬-（後藤藤四郎）
- アイドルマスター ミリオンライブ! シアターデイズ（2017年 - 2024年、島原エレナ）
- ひねもす式姫（ましろ）

2018年
- FATAL TWELVE（日辻直未）

2019年
- モンスターストライク（2019年 - 2022年、ツバサ、足利義昭）
- ブラウンダスト（2019年 - 2020年、アリエル、ヘファイシア）
- デュエル・マスターズ プレイス（リッピ・ポルタ）
- 萌酒ボックス（長寿金亀青）

2020年
- ビッグバッドモンスターズ（スキュラ）
- ビビッドアーミー（ラシュー）
- Food Fantasy（牛乳プリン）
- ファントム オブ キル（ヒョウハ・神令・テュール）

2021年
- アイドルマスター ポップリンクス（島原エレナ）

2022年
- COGEN 大鳥こはくと刻の剣（大鳥こはく、アーカーシャ）
- 白き鋼鉄のX2（大鳥こはく） - DLC追加キャラクター

2023年
- モンスターユニバース（ノルテ）

2024年
- ファントム オブ キル -オルタナティブ・イミテーション-（ヒョウハ）

### 映画
- 踊ってミタ（2020年、東映ビデオ） - ハイドランちゃん(大鳥こはく)役(声)[34]

### ラジオ
※はインターネット配信。
- 角元明日香の本気!アニラブ（2014年 - 2015年、超!A&G+※[35]）
- unity-chan!プレゼンツ こはくちゃんズラジオ（2015年、音泉※[36]）
- だれ?らじ（2016年 - 2021年、音泉※[37]）
- 角元明日香のかくかくしかじか（2020年 - 2022年、ニコニコ動画※）
- 角元明日香のせまいところが好き！（2022年 - 、ニコニコチャンネル『ONE TO ONE』※）

### ドラマCD
- 一週間フレンズ。 「あれからの友達。」（2014年、芹沢舞子）
- アイドルマスター ミリオンライブ！ シリーズ（2015年 - 、島原エレナ〈エレナ〉）
- unity-chan!（2015年 - 2016年、大鳥こはく[38]） - 2作品[一覧 1]

### 映像商品
- THE IDOLM@STER MILLION LIVE! 3rdLIVE TOUR BELIEVE MY DRE@M!! LIVE Blu-ray 03＠OSAKA【DAY1】（2017年）[40]
- THE IDOLM@STER MILLION LIVE! 3rdLIVE TOUR BELIEVE MY DRE@M!! LIVE Blu-ray 07@MAKUHARI【DAY1】（2017年）[41]
- THE IDOLM@STER MILLION LIVE! 4thLIVE TH@NK YOU for SMILE! LIVE Blu-ray（2018年）[42][43]
- THE IDOLM@STER 765 MILLIONSTARS HOTCHPOTCH FESTIV@L!! LIVE Blu-ray[44]
- THE IDOLM@STER MILLION LIVE! 5thLIVE BRAND NEW PERFORM@NCE!!! LIVE Blu-ray（2019年）[45]
- THE IDOLM@STER MILLION LIVE! 6thLIVE TOUR UNI-ON@IR!!!! LIVE Blu-ray Angel STATION @SENDAI（2020年）[46]
- THE IDOLM@STER MILLION LIVE! 6thLIVE TOUR UNI-ON@IR!!!! SPECIAL LIVE Blu-ray（2020年）[47]
- THE IDOLM@STER MILLION LIVE! 7thLIVE Q@MP FLYER!!! Reburn LIVE Blu-ray DAY2（2022年）[48][49][50]
- THE IDOLM＠STER MILLION LIVE! 8thLIVE Twelw@ve　LIVE Blu-ray DAY1（2022年）[51][52]
- THE IDOLM@STER M@STERS OF IDOL WORLD!!!!! 2023 Blu-ray PERFECT BOX!!!!!（2023年）[53]
- THE IDOLM@STER MILLION LIVE! 9thLIVE ChoruSp@rkle!! LIVE Blu-ray DAY1（2024年）[54][55]

### その他コンテンツ
- 音泉インフォメーション ナビゲーター（2016年9月）
- アセット『unity-chan!』（大鳥こはく[56]）
- Pixiv公式企画『2.5次元てれび「ロカドルプロモーション」イラストコンテスト』（埼玉県 緑川美沙[57]）
- VOCALOID SDK for Unity（Unityランタイム版VOCALOID Library unity-chan!）
- VOCALOID Unity-chan!
- パチンコ『Pフィーバー アイドルマスター ミリオンライブ!』（2021年、島原エレナ[58]）
- パチスロ『パチスロ アイドルマスター ミリオンライブ!』（2021年、島原エレナ[59]）

## ディスコグラフィ

### キャラクターソング
| 発売日   | 商品名                                                                               | 歌 | 楽曲                                                                                              | 備考                                                                   |
| 2013年   | 2013年                                                                               | 2013年 | 2013年                                                                                            | 2013年                                                                 |
| -------- | ------------------------------------------------------------------------------------ | --- | ------------------------------------------------------------------------------------------------- | ---------------------------------------------------------------------- |
| 4月24日  | THE IDOLM@STER LIVE THE@TER PERFORMANCE 01 Thank You!                                | 765 MILLIONSTARS | 「Thank You!」                                                                                    | ゲーム『アイドルマスター ミリオンライブ！』テーマソング                |
| 4月24日  | THE IDOLM@STER LIVE THE@TER PERFORMANCE 01 Thank You!                                | 765THEATER ALLSTARS | 「Thank You!」                                                                                    | ゲーム『アイドルマスター ミリオンライブ！』テーマソング                |
| 2014年   |                                                                                      | |                                                                                                   |                                                                        |
| 2月26日  | THE IDOLM@STER LIVE THE@TER PERFORMANCE 11                                           | 島原エレナ（角元明日香） | 「想いはCarnaval」                                                                                | ゲーム『アイドルマスター ミリオンライブ！』関連曲                      |
| 2月26日  | THE IDOLM@STER LIVE THE@TER PERFORMANCE 11                                           | 菊地真（平田宏美）、双海真美（下田麻美）、島原エレナ（角元明日香）、舞浜歩（戸田めぐみ） | 「Fu-Wa-Du-Wa」                                                                                   | ゲーム『アイドルマスター ミリオンライブ！』関連曲                      |
| 8月15日  | UNITE IN THE SKY                                                                     | ユニティちゃん（角元明日香） | 「Unite in the sky」 「Twilight」 「HelloUnity.js」                                               | 『ユニティちゃん』関連曲                                               |
| 2015年   |                                                                                      | |                                                                                                   |                                                                        |
| 3月26日  | THE IDOLM@STER LIVE THE@TER HARMONY 10                                               | ARRIVE | 「STANDING ALIVE」 「Welcome!!」                                                                  | ゲーム『アイドルマスター ミリオンライブ！』関連曲                      |
| 3月26日  | THE IDOLM@STER LIVE THE@TER HARMONY 10                                               | 島原エレナ（角元明日香） | 「ファンタジスタ・カーニバル」                                                                    | ゲーム『アイドルマスター ミリオンライブ！』関連曲                      |
| 9月30日  | THE IDOLM@STER LIVE THE@TER DREAMERS 01 Dreaming!                                    | MILLION ALLSTARS | 「Welcome!!」                                                                                     | ゲーム『アイドルマスター ミリオンライブ！』関連曲                      |
| 12月29日 | C89 ユニティちゃんCDセット                                                           | ユニティちゃん（角元明日香）、AKAZA（VOCALOID） | 「HALFALOGUE」                                                                                    | 『ユニティちゃん』関連曲                                               |
| 12月29日 | C89 ユニティちゃんCDセット                                                           | ユニティちゃん（角元明日香） | 「勝利のコロッケ！」                                                                              | 『ユニティちゃん』関連曲                                               |
| 2016年   |                                                                                      | |                                                                                                   |                                                                        |
| 1月30日  | THE IDOLM@STER LIVE THE@TER SOLO COLLECTION Vo.03 Dance Edition                      | 島原エレナ（角元明日香） | 「Fu-Wa-Du-Wa」                                                                                   | ゲーム『アイドルマスター ミリオンライブ！』関連曲                      |
| 3月23日  | THE IDOLM@STER LIVE THE@TER DREAMERS 06                                              | 大神環（稲川英里）、菊地真（平田宏美）、高坂海美（上田麗奈）、島原エレナ（角元明日香）、田中琴葉（種田梨沙）、永吉昴（斉藤佑圭）、福田のり子（浜崎奈々）、双海真美（下田麻美）、星井美希（長谷川明子）、舞浜歩（戸田めぐみ）                                     | 「Dreaming!」                                                                                     | ゲーム『アイドルマスター ミリオンライブ！』関連曲                      |
| 3月23日  | THE IDOLM@STER LIVE THE@TER DREAMERS 06                                              | 島原エレナ（角元明日香）、星井美希（長谷川明子） | 「Emergence Vibe」                                                                                | ゲーム『アイドルマスター ミリオンライブ！』関連曲                      |
| 12月7日  | THE IDOLM@STER LIVE THE@TER FORWARD 01 Sunshine Rhythm                               | レオ | 「ゲキテキ！ムテキ！恋したい！」                                                                  | ゲーム『アイドルマスター ミリオンライブ！』関連曲                      |
| 12月7日  | THE IDOLM@STER LIVE THE@TER FORWARD 01 Sunshine Rhythm                               | Sunshine Rhythm | 「サンリズム・オーケストラ♪」                                                                     | ゲーム『アイドルマスター ミリオンライブ！』関連曲                      |
| 2017年   |                                                                                      | |                                                                                                   |                                                                        |
| 3月9日   | THE IDOLM@STER LIVE THE@TER SOLO COLLECTION 04 Sunshine Theater                      | 島原エレナ（角元明日香） | 「ゲキテキ！ムテキ！恋したい！」                                                                  | ゲーム『アイドルマスター ミリオンライブ！』関連曲                      |
| 7月26日  | THE IDOLM@STER MILLION THE@TER GENERATION 01 Brand New Theater!                      | 765 MILLION ALLSTARS | 「Brand New Theater!」                                                                            | ゲーム『アイドルマスター ミリオンライブ！ シアターデイズ』テーマソング |
| 7月26日  | THE IDOLM@STER MILLION THE@TER GENERATION 01 Brand New Theater!                      | 765 MILLION ALLSTARS | 「Dreaming!」                                                                                     | ゲーム『アイドルマスター ミリオンライブ！ シアターデイズ』関連曲       |
| 12月27日 | THE IDOLM@STER MILLION THE@TER GENERATION 03 エンジェルスターズ                      | エンジェルスターズ | 「Brand New Theater!」                                                                            | ゲーム『アイドルマスター ミリオンライブ！ シアターデイズ』関連曲       |
| 2018年   |                                                                                      | |                                                                                                   |                                                                        |
| 3月28日  | THE IDOLM@STER MILLION THE@TER GENERATION 06 Cleasky                                 | Cleasky | 「虹色letters」 「想い出はクリアスカイ」                                                          | ゲーム『アイドルマスター ミリオンライブ！ シアターデイズ』関連曲       |
| 4月4日   | THE IDOLM@STER MILLION LIVE! M@STER SPARKLE 08                                       | 島原エレナ（角元明日香） | 「シャクネツのパレード」                                                                          | ゲーム『アイドルマスター ミリオンライブ！ シアターデイズ』関連曲       |
| 4月4日   | THE IDOLM@STER MILLION LIVE! M@STER SPARKLE 08                                       | 765 MILLION ALLSTARS | 「Brand New Theater!」                                                                            | ゲーム『アイドルマスター ミリオンライブ！ シアターデイズ』関連曲       |
| 6月1日   | THE IDOLM@STER LIVE THE@TER SOLO COLLECTION 06 エンジェルスターズ                    | 島原エレナ（角元明日香） | 「Emergence Vibe」                                                                                | ゲーム『アイドルマスター ミリオンライブ！』関連曲                      |
| 8月29日  | THE IDOLM@STER MILLION THE@TER GENERATION 11 UNION!!                                 | 765 MILLION ALLSTARS | 「UNION!!」 「Welcome!!」                                                                         | ゲーム『アイドルマスター ミリオンライブ！ シアターデイズ』関連曲       |
| 12月27日 | アイドルマスター ミリオンライブ！ Blooming Clover 第4巻限定版 オリジナルCD           | 田中琴葉（種田梨沙）、島原エレナ（角元明日香）、所恵美（藤井ゆきよ） | 「チェリー」                                                                                      | 漫画『アイドルマスター ミリオンライブ！ Blooming Clover』関連曲        |
| 2019年   |                                                                                      | |                                                                                                   |                                                                        |
| 4月26日  | THE IDOLM@STER THE@TER SOLO COLLECTION 07 ANGEL STARS                                | 島原エレナ（角元明日香） | 「虹色letters」                                                                                   | ゲーム『アイドルマスター ミリオンライブ！ シアターデイズ』関連曲       |
| 7月24日  | THE IDOLM@STER MILLION THE@TER WAVE 01 Flyers!!!                                     | 765 MILLION ALLSTARS | 「Flyers!!!」                                                                                     | ゲーム『アイドルマスター ミリオンライブ！ シアターデイズ』関連曲       |
| 2020年   |                                                                                      | |                                                                                                   |                                                                        |
| 4月29日  | 百華繚乱 弐                                                                          | 浦島虎徹（星乃葉月）、後藤藤四郎（角元明日香）、鳥飼来国次（影山灯） | 「ちょこれいとSONG」                                                                              | ゲーム『天華百剣 -斬-』関連曲                                          |
| 7月29日  | THE IDOLM@STER THE@TER CHALLENGE 03                                                  | 野々原茜（小笠原早紀）、島原エレナ（角元明日香）、桜守歌織（香里有佐）、二階堂千鶴（野村香菜子）、北沢志保（雨宮天） | 「クルリウタ」 「DIAMOND DAYS」                                                                   | ゲーム『アイドルマスター ミリオンライブ！ シアターデイズ』関連曲       |
| 8月14日  | Command ON Summer!                                                                   | ヒョウハ・神令・テュール（角元明日香）、ロジェスティラ・神令・スクルド（堀場美希）、オルフェウス・神令・フォルセティ（平流エレン）、如意金箍棒・神令・フリッグ（田中音緒）、ミュルグレス・神令・トール（岩井映美里）、イチイバル・神令・オーディン（二ノ宮愛子） | 「Command ON Summer!」                                                                            | ゲーム『ファントム オブ キル』テーマソング                             |
| 8月26日  | THE IDOLM@STER MILLION THE@TER WAVE 10 Glow Map                                      | 765 MILLION ALLSTARS | 「Glow Map」                                                                                      | ゲーム『アイドルマスター ミリオンライブ！ シアターデイズ』関連曲       |
| 9月30日  | summer steady go                                                                     | ヒョウハ・神令・テュール（角元明日香）、ロジェスティラ・神令・スクルド（堀場美希）、オルフェウス・神令・フォルセティ（平流エレン）、如意金箍棒・神令・フリッグ（田中音緒）、ミュルグレス・神令・トール（岩井映美里）、イチイバル・神令・オーディン（二ノ宮愛子） | 「Party “ON” MIX」                                                                                | ゲーム『ファントム オブ キル』関連曲                                   |
| 11月25日 | THE IDOLM@STER MILLION THE@TER WAVE 08 miraclesonic☆expassion                        | miraclesonic☆expassion | 「絶対的Performer」 「My Evolution」                                                              | ゲーム『アイドルマスター ミリオンライブ！ シアターデイズ』関連曲       |
| 2021年   |                                                                                      | |                                                                                                   |                                                                        |
| 3月17日  | THE IDOLM@STER MILLION LIVE! STAR EQUINOX                                            | 一ノ瀬志希（藍原ことみ）、宮本フレデリカ（髙野麻美）、島原エレナ（角元明日香）、宮尾美也（桐谷蝶々） | 「クレイジークレイジー」 「虹色letters」                                                          | ゲーム『アイドルマスター ミリオンライブ！ シアターデイズ』関連曲       |
| 3月17日  | THE IDOLM@STER MILLION LIVE! STAR EQUINOX                                            | 島原エレナ（角元明日香）、宮尾美也（桐谷蝶々） | 「クレイジークレイジー」                                                                          | ゲーム『アイドルマスター ミリオンライブ！ シアターデイズ』関連曲       |
| 5月22日  | THE IDOLM@STER LIVE THE@TER SOLO COLLECTION 08 Angel Stars                           | 島原エレナ（角元明日香） | 「想い出はクリアスカイ」                                                                          | ゲーム『アイドルマスター ミリオンライブ！ シアターデイズ』関連曲       |
| 7月28日  | THE IDOLM@STER MILLION THE@TER SEASON Harmony 4 You                                  | 765 MILLION ALLSTARS | 「Harmony 4 You」                                                                                 | ゲーム『アイドルマスター ミリオンライブ！ シアターデイズ』関連曲       |
| 7月28日  | THE IDOLM@STER MILLION THE@TER SEASON Harmony 4 You                                  | エンジェルスターズ | 「EVERYDAY STARS!!」                                                                              | ゲーム『アイドルマスター ミリオンライブ！ シアターデイズ』関連曲       |
| 2022年   |                                                                                      | |                                                                                                   |                                                                        |
| 2月12日  | THE IDOLM@STER LIVE THE@TER SOLO COLLECTION 09 Angel Stars                           | 島原エレナ（角元明日香） | 「STANDING ALIVE」                                                                                | ゲーム『アイドルマスター ミリオンライブ！ シアターデイズ』関連曲       |
| 2月23日  | THE IDOLM@STER MILLION THE@TER SEASON CLEVER CLOVER                                  | 菊地真（平田宏美）、二階堂千鶴（野村香菜子）、島原エレナ（角元明日香）、真壁瑞希（阿部里果） | 「トレフル・ド・ノエル」                                                                          | ゲーム『アイドルマスター ミリオンライブ！ シアターデイズ』関連曲       |
| 2月23日  | THE IDOLM@STER MILLION THE@TER SEASON CLEVER CLOVER                                  | CLEVER CLOVER | 「Shamrock Vivace」 「Harmony 4 You」                                                             | ゲーム『アイドルマスター ミリオンライブ！ シアターデイズ』関連曲       |
| 7月27日  | THE IDOLM@STER MILLION THE@TER SEASON 夢にかけるRainbow                              | 765 MILLION ALLSTARS | 「夢にかけるRainbow」                                                                             | ゲーム『アイドルマスター ミリオンライブ！ シアターデイズ』関連曲       |
| 7月27日  | THE IDOLM@STER MILLION THE@TER SEASON 夢にかけるRainbow                              | エンジェルスターズ | 「夢にかけるRainbow」                                                                             | ゲーム『アイドルマスター ミリオンライブ！ シアターデイズ』関連曲       |
| 8月31日  | THE IDOLM@STER MILLION LIVE! M@STER SPARKLE2 08                                      | 島原エレナ（角元明日香） | 「愛のMagic! Once Again!」                                                                        | ゲーム『アイドルマスター ミリオンライブ！ シアターデイズ』関連曲       |
| 12月14日 | THE IDOLM@STER MILLION THE@TER VARIETY 02                                            | 765 MILLION ALLSTARS | 「Brand New Theater! 〜Brand New Year Ver.〜」                                                    | ゲーム『アイドルマスター ミリオンライブ！ シアターデイズ』関連曲       |
| 2023年   |                                                                                      | |                                                                                                   | ゲーム『アイドルマスター ミリオンライブ！ シアターデイズ』関連曲       |
| 1月14日  | THE IDOLM@STER LIVE THE@TER SOLO COLLECTION 11 Angel Stars                           | 島原エレナ（角元明日香） | 「トレフル・ド・ノエル」                                                                          | ゲーム『アイドルマスター ミリオンライブ！ シアターデイズ』関連曲       |
| 2月22日  | THE IDOLM@STER MILLION THE@TER SEASON FINAL                                          | 秋月律子（若林直美）、七尾百合子（伊藤美来）、北上麗花（平山笑美）、島原エレナ（角元明日香）、馬場このみ（高橋ミナミ） | 「Supersonic Booster!」                                                                           | ゲーム『アイドルマスター ミリオンライブ！ シアターデイズ』関連曲       |
| 3月23日  | THE IDOLM@STER 765 MILLION ALLSTARS BEST                                             | 765 MILLION ALLSTARS | 「Thank You!（765 MILLION ALLSTARS ver.）」 「夢にかけるRainbow（Brand New Ver.）」 「Crossing!」 | ゲーム『アイドルマスター ミリオンライブ！ シアターデイズ』関連曲       |
| 3月23日  | THE IDOLM@STER LIVE THE@TER BEST                                                     | Sunshine Rhythm | 「サンリズム・オーケストラ♪（Brand New Ver.）」                                                   | ゲーム『アイドルマスター ミリオンライブ！ シアターデイズ』関連曲       |
| 4月22日  | THE IDOLM@STER LIVE THE@TER SOLO COLLECTION 12 Angel Stars                           | 島原エレナ（角元明日香） | 「絶対的Performer」                                                                               | ゲーム『アイドルマスター ミリオンライブ！ シアターデイズ』関連曲       |
| 7月26日  | THE IDOLM@STER MILLION LIVE! グッドサイン                                            | 765 MILLION ALLSTARS | 「グッドサイン」                                                                                  | ゲーム『アイドルマスター ミリオンライブ！ シアターデイズ』関連曲       |
| 7月26日  | THE IDOLM@STER MILLION LIVE! グッドサイン                                            | エンジェルスターズ | 「グッドサイン」                                                                                  | ゲーム『アイドルマスター ミリオンライブ！ シアターデイズ』関連曲       |
| 8月23日  | THE IDOLM@STER MILLION ANIMATION THE@TER『Rat A Tat!!!』                             | MILLIONSTARS | 「Rat A Tat!!!」                                                                                  | テレビアニメ『アイドルマスター ミリオンライブ！』オープニングテーマ    |
| 8月23日  | THE IDOLM@STER MILLION ANIMATION THE@TER『Rat A Tat!!!』                             | MILLIONSTARS | 「セブンカウント」                                                                                | テレビアニメ『アイドルマスター ミリオンライブ！』イメージソング        |
| 10月25日 | THE IDOLM@STER MILLION ANIMATION THE@TER MILLIONSTARS Team6th『Unknown Boxの開き方』 | MILLIONSTARS Team6th | 「Unknown Boxの開き方」                                                                           | テレビアニメ『アイドルマスター ミリオンライブ！』挿入歌                |
| 2024年   |                                                                                      | |                                                                                                   |                                                                        |
| 2月21日  | THE IDOLM@STER MILLION ANIMATION THE@TER START THE DREAM                             | MILLIONSTARS Team6th | 「Dreaming!」                                                                                     | テレビアニメ『アイドルマスター ミリオンライブ！』挿入歌                |
| 2月21日  | THE IDOLM@STER MILLION ANIMATION THE@TER START THE DREAM                             | MILLIONSTARS | 「REFRAIN REL@TION」 「Brand New Theater!」                                                       | テレビアニメ『アイドルマスター ミリオンライブ！』挿入歌                |
| 2月21日  | THE IDOLM@STER MILLION ANIMATION THE@TER START THE DREAM                             | MILLIONSTARS | 「Thank You!（Acoustic ver.）」                                                                   | テレビアニメ『アイドルマスター ミリオンライブ！』挿入歌                |
| 2月24日  | THE IDOLM@STER LIVE THE@TER SOLO COLLECTION 「REFRAIN REL@TION」 Angel Stars         | 島原エレナ（角元明日香） | 「REFRAIN REL@TION」                                                                              | テレビアニメ『アイドルマスター ミリオンライブ！』関連曲                |
| 3月29日  | アイドルマスター ミリオンライブ！ BD 特装版第3巻 特典CD                              | MILLIONSTARS Team6th | 「Rat A Tat!!!」                                                                                  | テレビアニメ『アイドルマスター ミリオンライブ！』関連曲                |
| 7⽉31⽇  | THE IDOLM@STER MILLION LIVE! 7Days A Week!!                                          | 765 MILLION ALLSTARS | 「7Days A Week!!」 「DIAMOND DAYS」                                                               | ゲーム『アイドルマスター ミリオンライブ！ シアターデイズ』関連曲       |
| 7⽉31⽇  | THE IDOLM@STER LIVE THE@TER SOLO COLLECTION 「DIAMOND DAYS」 ANGEL STARS             | 島原エレナ（角元明日香） | 「DIAMOND DAYS」                                                                                  | ゲーム『アイドルマスター ミリオンライブ！ シアターデイズ』関連曲       |
| 10月30日 | THE IDOLM@STER MILLION MOVEMENT OF STARDOM ROAD 04 推しってほんと                    | 所恵美（藤井ゆきよ）、島原エレナ（角元明日香）、佐竹美奈子（大関英里）、田中琴葉（種田梨沙）、矢吹可奈（木戸衣吹） | 「推しってほんと」                                                                                | ゲーム『アイドルマスター ミリオンライブ！ シアターデイズ』関連曲       |
| 2025年   |                                                                                      | |                                                                                                   |                                                                        |
| 2月26日  | THE IDOLM@STER MILLION THE@TER VARIETY 06                                            | 二階堂千鶴（野村香菜子）、桜守歌織（香里有佐）、島原エレナ（角元明日香）、箱崎星梨花（麻倉もも）、ロコ（中村温姫） | 「Pomegranate」                                                                                   | ゲーム『アイドルマスター ミリオンライブ！ シアターデイズ』関連曲       |

### その他参加作品
| 発売日        | 商品名                               | 歌                               | 楽曲                                         | 備考                             |
| ------------- | ------------------------------------ | -------------------------------- | -------------------------------------------- | -------------------------------- |
| 2017年3月29日 | Radi Go!/WHO IS THIS?                | 野村香菜子、駒形友梨、角元明日香 | 「Radi Go!」 「WHO IS THIS?」                | ラジオ『だれ？らじ』テーマソング |
| 2018年2月28日 | Starting Now!/寝落ちまで騒ぎましょう | 野村香菜子、駒形友梨、角元明日香 | 「Starting Now!」 「寝落ちまで騒ぎましょう」 | ラジオ『だれ？らじ』テーマソング |
| 2018年9月26日 | 合言葉はWHO                          | 野村香菜子、駒形友梨、角元明日香 | 「合言葉はWHO」                              | ラジオ『だれ？らじ』テーマソング |
| 2019年9月25日 | Step Bye Step/シグナル               | 野村香菜子、駒形友梨、角元明日香 | 「Step Bye Step」 「シグナル」               | ラジオ『だれ？らじ』テーマソング |